# یواس‌اس تایل‌فیش (اس‌اس-۳۰۷)
یواس‌اس تایل‌فیش (اس‌اس-۳۰۷) (به انگلیسی: USS Tilefish (SS-307)) یک زیردریایی بود که طول آن ۳۱۱ فوت ۱۰ اینچ (۹۵٫۰۵ متر) بود. این زیردریایی در سال ۱۹۴۳ ساخته شد.